# Aquarius Platinum
Aquarius Platinum ist ein australisches Unternehmen mit Firmensitz auf Bermuda.
Das Unternehmen wurde 1920 als Mount Monger Gold Mining Company gegründet und förderte anfangs im Goldfeld Kalgoorlie. 1984 wurde das Unternehmen an der Australischen Börse gelistet. 
Im Jahre 1995 wurden die Unternehmen Gemex Exploration & Mining Company und Randex Platinum Holdings erworben. 1996 wurde das Bergbauunternehmen Pacific Platinum gekauft, wodurch das Bergwerk Kroondal übernommen wurde. 1998 ging das Unternehmen an die Londoner Börse.
Vorwiegend konzentriert sich das Unternehmen auf die Förderung von Platin in Simbabwe und Südafrika (Bushveld-Komplex) und betreibt dort die südafrikanischen Bergwerke Kroondal, Marikana, Everest und in Simbabwe das Bergwerk Mimosa.